# Содёр, Адриан Жозеф
Адриа́н Жозе́ф Содё́р (фр. Adrien Joseph Saudeur; 1764—1813) — французский военный деятель, бригадный генерал (1806 год), участник революционных и наполеоновских войн.

## Биография
Начал службу 5 декабря 1782 года солдатом в 3-м пехотном полку. 5 декабря 1788 года был уволен со службы.
14 июля 1789 года вступил в национальную гвардию Валансьена в качестве капитана гренадеров. 17 сентября 1792 года возглавил 1-й батальон волонтёров Валансьена. Он отличился 2 ноября 1792 года в битве при Рубе, когда энергично атаковал английскую дивизию и захватил сильный артиллерийский парк неприятеля из 22 пушек и зарядных ящиков для них.
26 февраля 1793 года проявил бесстрашие при взятии Бреды, где был ранен саблей в ногу. В ночь на 3 марта неожиданной вылазкой взял форт Шпанген, который имел гарнизон в 400 человек и 11 пушек. 5 августа 1794 года был произведён в полковники, и поставлен во главе 154-й полубригады линейной пехоты. После завоевания Голландии, он стал комендантом Гааги. Затем правительство отправило его в Вандею, затем в Рейнскую армию, где генерал Моро поручил ему возглавить 38-ю линейную полубригаду.
28 марта 1799 года был переведён в 44-ю линейную полубригаду и сражался в Гельвеции. Он отличился 22 апреля 1799 года при Маноссе, где ему удалось остановить вражескую дивизию, отбросить её и загнать обратно в горы. Воспользовавшись ситуацией, он преследовал неприятеля, который потерял 1500 человек убитыми и ранеными, и 500 пленными, включая генерал-майора Шмитта. 2 мая в битве при Сузе Содёр был ранен двумя выстрелами: одним в плечо, другим в ногу. После этого сражался при Юнинге, Цюрихе и Золотурне, прежде чем перейти в Итальянскую армию.
Он участвовал в битве при Маренго 14 июня 1800 года, где на глазах Первого консула покрыл себя славой во главе своего 44-го полка, с которым он отразил все атаки противника и провёл блестящую контратаку. За эти действия был награждён Почётной саблей 24 января 1801 года. После Люневильского мира он был комендантом Мантуи, затем его отправили в наблюдательную армию Жиронды. Вернувшись во Францию, служил в лагере Этапль.
В составе 1-й пехотной дивизии Дежардена 7-го армейского корпуса Великой Армии принимал участие в Австрийской кампании 1805 года, Прусской и Польской 1806 года. В сражении при Йене он заменил генерала Конру, выбывшего из строя в начале битвы, во главе 2-й бригады. Содёр разбил несколько батальонов противника и захватил 29 пушек. Он был назначен бригадным генералом 30 декабря 1806 года, но его здоровье больше не позволяло ему оставаться на действительной службе, и он был уволен в тот же день.
Уже в следующем году возобновил службу. 16 июня 1808 года был назначен командующим оружием в Специи. Отвечал за оборону Генуэзского залива и департамента Апеннины. Умер на своём посту 27 мая 1813 года.

## Воинские звания
- Капрал (25 декабря 1782 года);
- Сержант (30 декабря 1782 года);
- Капитан (14 июля 1789 года);
- Командир батальона (17 сентября 1792 года);
- Полковник (5 августа 1794 года);
- Бригадный генерал (30 декабря 1806 года).

## Награды
- Почётная сабля (24 января 1801 года)

 Легионер ордена Почётного легиона (11 декабря 1803 года)
 Офицер ордена Почётного легиона (14 июня 1804 года)